# Buffalo Springs (Texas)
Buffalo Springs es una villa ubicada en el condado de Lubbock en el estado estadounidense de Texas. En el Censo de 2010 tenía una población de 453 habitantes y una densidad poblacional de 90,86 personas por km².

## Geografía
Buffalo Springs se encuentra ubicada en las coordenadas 33°32′17″N 101°42′3″O / 33.53806, -101.70083. Según la Oficina del Censo de los Estados Unidos, Buffalo Springs tiene una superficie total de 4.99 km², de la cual 3.95 km² corresponden a tierra firme y (20.73%) 1.03 km² es agua.

## Demografía
Según el censo de 2010, había 453 personas residiendo en Buffalo Springs. La densidad de población era de 90,86 hab./km². De los 453 habitantes, Buffalo Springs estaba compuesto por el 94.48% blancos, el 0% eran afroamericanos, el 0% eran amerindios, el 0% eran asiáticos, el 0% eran isleños del Pacífico, el 3.97% eran de otras razas y el 1.55% pertenecían a dos o más razas. Del total de la población el 10.38% eran hispanos o latinos de cualquier raza.